# Dimitri Bascou
Pour les articles homonymes, voir Bascou.
Dimitri Bascou (né le 20 juillet 1987 à Schœlcher) est un athlète français, spécialiste du 110 mètres haies. Il a notamment été médaillé de bronze aux Jeux olympiques d'été de 2016 et champion d'Europe la même année.

## Carrière
Il débute l'athlétisme au club de l’Aiglon du Lamentin avant de rejoindre la métropole en 2004 où il intègre le pôle d’Eaubonne, puis celui de l’INSEP dès l'année suivante.
Il appartient depuis 2007 au Lagardère Paris Racing et est entraîné par Olivier Vallaeys. En 2007, son meilleur temps est de 13 s 76 avec 2,0 m/s de vent favorable à Sotteville-lès-Rouen. En 2008, auteur à deux reprises de 13 s 61, deuxième des Championnats de France 2008, il remporte le titre 2009 ainsi que la médaille d'argent des Jeux méditerranéens de Pescara. 7e en demi-finale, il réalise son meilleur temps à Berlin lors des Championnats du monde d'athlétisme 2009 en 13 s 49.
En juin 2010, à Valence, Dimitri Bascou remporte son deuxième titre de champion de France consécutif et établit la meilleure performance de sa carrière avec le temps de 13 s 42 (+1,5 m/s).
Le 30 juillet 2010, lors de la finale des Championnats d'Europe à Barcelone il améliore son récent record personnel en réalisant 13 s 41 et ce, malgré une grosse faute au départ et un vent défavorable. Il termine 4e derrière le Britannique Andy Turner (13 s 28) (SB), le Français Garfield Darien (13 s 34) (PB) et le Hongrois Dániel Kiss (13 s 39).
Lors du Meeting du Pas-de-Calais de Liévin, le 8 février 2011, il termine 3e du 60 m haies avec un chrono de 7 s 60, derrière Dayron Robles et Jeff Porter, tous les deux en 7 s 57. Moins d'une semaine plus tard, Dimitri Bascou se classe deuxième du BW-Bank Meeting de Karlsruhe en 7 s 53, derrière l'Américain David Oliver et devant le Chinois Liu Xiang. Il améliore de quatre centièmes de seconde son record personnel et réalise la seconde meilleure performance européenne de l'année, derrière les 7 s 48 du tchèque Petr Svoboda réalisées la veille à Prague.
En 7 s 64, il se classe à une décevante sixième place du 60 m haies lors des Championnats d'Europe en salle de Paris-Bercy, le 4 mars 2011. Il est notamment devancé par le Tchèque Petr Svoboda et son compatriote Garfield Darien.
Dimitri Bascou améliore son record personnel du 110 m haies en juillet 2011 en établissant le temps de 13 s 37 (+1,5 m/s) lors du meeting de La Chaux-de-Fonds, en Suisse. Il réalise par la même occasion les minima pour les Championnats du monde de Daegu. Fin juillet, pour la 3e année consécutive, il remporte les Championnats de France à Albi en 13 s 26 (+4,1 m/s).
Lors des Mondiaux de Daegu, il est éliminé en demi-finale avec un temps de 13 s 62.
Le 25 mai 2014, lors du meeting de Forbach, Dimitri Bascou se rapproche à 1 centième de son record personnel en établissant 13 s 35 en finale (+0,0 m/s). Il réalise par la même occasion les minimas pour les Championnats d'Europe de Zurich. Fin juin, il porte à Tomblaine son record à 13 s 25.
En août, Bascou se qualifie pour la finale de l'Euro de Zürich : dans un premier temps arrivé 3e devant Pascal Martinot-Lagarde, il est disqualifié pour avoir empiété sur le couloir du Hongrois Balázs Baji, initialement 5e.
En 2015, Bascou est tout d'abord vainqueur du Championnat de France en salle d'Aubière. Il passe pour la première fois de sa carrière la barre des 7 s 50 sur le 60 m haies en réalisant 7 s 48 en finale. Il est ensuite deuxième des Championnats d'Europe en salle de Prague en 7 s 50, à 1 centième de Pascal Martinot-Lagarde (7 s 49) et devant Wilhem Belocian (7 s 52), réalisant ainsi un triplé français historique.
Lors des Championnats du monde de Pékin, au mois d'août, il se qualifie pour la finale en gagnant sa demi-finale et en battant son record personnel (13 s 16). Il se classe 5e de celle-ci en 13 s 17.

### 2016: record de France, titre européen et médaille olympique
En 2016, Bascou se classe le 3 février second du 60 m haies du meeting de Düsseldorf en 7 s 52, derrière l'Espagnol Orlando Ortega (7 s 49). Il confirme cette performance le 6 février au meeting de Mondeville où il réalise 7 s 52 en séries puis 7 s 58 en finale.
Le 13 février 2016, Dimitri Bascou remporte la finale du meeting ISTAF Berlin en réalisant 7 s 41, soit une nouvelle meilleure performance mondiale de l'année et un nouveau record de France. Il améliore les 7 s 42 de Ladji Doucouré du 26 février 2005 et se place dans l'optique du titre mondial aux Championnats du monde en salle de Portland qui se disputent en mars. Présent en finale de ces championnats le 20 mars, Bascou est troisième de la finale en 7 s 48, dominé par Omar McLeod (7 s 41) et Pascal Martinot-Lagarde (7 s 46).
Le 26 juin, le Français est sacré champion de France en 13 s 05, mais ce temps ne peut être homologué à cause d'un vent à peine trop favorable (+ 2,1 m/s). Le 9 juillet 2016 à Amsterdam, il est sacré champion d’Europe du 110 m haies en 13 secondes et 25 centièmes, après avoir couru en demi-finale en 13 s 20, devant le Hongrois Balázs Baji (13 s 28) et Wilhem Belocian (13 s 33).
Le 16 août 2016 à Rio de Janeiro, il décroche la médaille de bronze des Jeux olympiques en 13 s 24. Devancé par le Jamaïcain Omar McLeod et l'Espagnol Orlando Ortega, il remporte la première médaille olympique française dans la discipline depuis l’or de Guy Drut
en 1976.
Il réalise sa rentrée hivernale 2017 le 23 janvier où il court en 7 s 66, à seulement 1 centième des minimas pour les Championnats d'Europe en salle. À Düsseldorf, il établit le temps de 7 s 51, meilleure performance mondiale de l'année, mais est obligé de mettre un terme à sa saison hivernale à la suite d'une déchirure musculaire à la cuisse.
Le 30 juin 2019, il court en 13 s 50 (+ 0,4 m/s) à La Chaux-de-Fonds, son meilleur temps depuis 2016. Le 2 octobre aux championnats du monde de Doha, il termine troisième de sa demi-finale en 13 s 48, un temps insuffisant pour se qualifier en finale.

### 2020: année olympique
Dimitri Bascou décide de ne pas participer à la saison en salle en 2020 afin de se préparer sereinement pour la saison estivale et les Jeux Olympiques de Tokyo. Il s'entraîne ainsi durant tout le mois de janvier à l'Insep avant de continuer sa préparation à La Réunion à partir du 13 février, pour un retour à la compétition prévu en mai.
Il ne participe pas aux Jeux Olympiques, n'ayant pas réalisé les minima.
Après cet échec, il fait une pause en s'orientant vers la musculation. Mais il se remet à l'athlétisme pour espérer participer aux Jeux olympiques de Paris ,.

## Style
D'après Stéphane Caristan en août 2015, l'atout de Bascou réside dans son départ. Sa taille en revanche « l'oblige à être encore plus juste sur le franchissement de la haie ».

## Palmarès

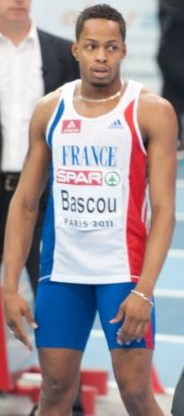
Dimitri Bascou lors des championnats d'Europe en salle 2011.

| Date | Compétition                        | Lieu                               | Résultat | Épreuve     | Temps   |
| ---- | ---------------------------------- | ---------------------------------- | -------- | ----------- | ------- |
| 2009 | Jeux méditerranéens                | Pescara                            | 2e       | 110 m haies | 13 s 75 |
| 2009 | Championnats d'Europe espoirs      | Kaunas                             | 4e       | 110 m haies | 13 s 66 |
| 2010 | Championnats d'Europe              | Barcelone                          | 4e       | 110 m haies | 13 s 41 |
| 2011 | Championnats d'Europe en salle     | Paris                              | 6e       | 60 m haies  | 7 s 64  |
| 2013 | Jeux méditerranéens                | Mersin                             | 4e       | 110 m haies | 13 s 93 |
| 2014 | Championnats d'Europe              | Zurich                             | finale   | 110 m haies | DQ      |
| 2015 | Championnats d'Europe en salle     | Prague                             | 2e       | 60 m haies  | 7 s 50  |
| 2015 | Championnats du monde              | Pékin                              | 5e       | 110 m haies | 13 s 17 |
| 2016 | Championnats du monde en salle     | Portland                           | 3e       | 60 m haies  | 7 s 48  |
| 2016 | Championnats d'Europe              | Amsterdam                          | 1er      | 110 m haies | 13 s 25 |
| 2016 | Jeux olympiques                    | Rio de Janeiro                     | 3e       | 110 m haies | 13 s 24 |
| 2016 | Ligue de diamant                   | Ligue de diamant                   | 3e       | 110 m haies | détails |
| 2017 | Circuit mondial en salle de l'IAAF | Circuit mondial en salle de l'IAAF | 3e       | 60 m haies  | détails |

### National
- Championnats de France d'athlétisme : 
  - vainqueur du 110 m haies en 2009, en 2010, en 2011 et en 2016.
  - deuxième du 110 m haies en 2013 et en 2014.
  - troisième du 110 m haies en 2015.

## Records
| Épreuve     | Performance | Lieu   | Date            |
| ----------- | ----------- | ------ | --------------- |
| 60 m haies  | 7 s 41 (NR) | Berlin | 13 février 2016 |
| 110 m haies | 13 s 12     | Monaco | 15 juillet 2016 |

## Distinctions
- Chevalier de l'ordre national du Mérite le 1er décembre 2016[30]